# Серисса
Серисса (лат. Serissa) — монотипный род деревянистых растений семейства Мареновые (Rubiaceae). Включает единственный вид — Серисса японская, или Серисса вонючая (Serissa japonica).

## Ботаническое описание
Вечнозелёный кустарник до 1 м высотой. Кора гладкая, серая; древесина с неприятным запахом. Листья супротивные, удлинённо-овальные или яйцевидно-ланцетные, 15—17 мм длиной и 6—8 мм шириной, почти сидячие, заострённые, цельнокрайние. Прилистники чешуевидные.

## Распространение
Встречается на полуострове Индокитай и в Китае, интродуцирована в Японии (остров Кюсю).

## Хозяйственное значение и применение
Используется в качестве декоративного растения, в том числе для бонсай.

## Синонимы вида
- Buchozia coprosmoides L'Hér. ex DC.
- Democritea serissoides DC.
- Dysoda fasciculata Lour.
- Dysoda foetida (L.f.) Salisb.
- Leptodermis nervosa Hutch.
- Leptodermis venosa Craib
- Lycium foetidum L.f.
- Lycium japonicum Thunb.basionym
- Serissa buxifolia Dum.Cours., nom. superfl.
- Serissa crassiramea (Maxim.) Nakai
- Serissa democritea Baill.
- Serissa foetida (L.f.) Lam.
- Serissa foetida var. crassiramea Maxim.
- Serissa kawakamii Hayata
- Serissa myrtifolia Dum.Cours., nom. superfl.
- Serissa serissoides (DC.) Druce[5]

|        |  |  |
| Бонсай |  |  |